# Championnats d'Amérique du Sud juniors d'athlétisme 2013
Navigation
Championnats d'Amérique du Sud juniors 2011 Championnats d'Amérique du Sud juniors 2015
Les 40es championnats d'Amérique du Sud juniors d'athlétisme ont eu lieu à Resistencia, en Argentine, du 18 au 20 octobre 2013. Se déroulant dans la province du Chaco, ils sont dénommés Chaco 2013.

## Podiums

### Hommes
| Épreuve | Or | Or                  | Argent                                                                         | Argent         | Bronze                                                                                                   | Bronze         |
| --- | --- | ------------------- | ------------------------------------------------------------------------------ | -------------- | --- | -------------- |
| 100 mètres | Luís Gabriel Silva Brésil                                                                                        | 10 s 34 (v. f. 2,1) | Ricardo Mário de Souza Brésil                                                  | 10 s 42        | Fredy Maidana Paraguay                                                                                   | 10 s 58        |
| 200 mètres | Vítor Hugo dos Santos Brésil                                                                                     | 20 s 74             | Arturo Deliser Panama                                                          | 21 s 18        | Ricardo Mário de Souza Brésil                                                                            | 21 s 55        |
| 400 mètres | Carlos Eduardo Grachet Brésil                                                                                    | 46 s 68             | Alexander Russo Brésil                                                         | 47 s 40        | Sergio Germain Chili                                                                                     | 48 s 05        |
| 800 mètres | Lucas Gabriel Rodrigues Brésil                                                                                   | 1 min 53 s 01       | Luy Mauriki Dias de Lima Brésil                                                | 1 min 53 s 41  | Miguel Antonio Cifuentes Trujillo Colombie                                                               | 1 min 54 s 90  |
| 1 500 mètres | Thiago André Brésil                                                                                              | 3 min 48 s 42       | Matheus Americo Medeiros Pessoa Brésil                                         | 3 min 57 s 45  | Leonel César Argentine                                                                                   | 3 min 58 s 71  |
| 5 000 mètres | Thiago André Brésil                                                                                              | 14 min 46 s 51      | Zendio Daza Huarcaya Pérou                                                     | 15 min 05 s 95 | Yuber Echeverri Garcia Colombie                                                                          | 15 min 10 s 30 |
| 10 000 mètres | Victor Vinicius Alves da Silva Brésil                                                                            | 32 min 49 s 91      | Ronald Moraes da Silva Brésil                                                  | 33 min 02 s 56 | Eulalio Muñoz Argentine                                                                                  | 33 min 56 s 48 |
| 110 mètres haies | Juan Carlos Moreno Colombie                                                                                      | 13 s 64             | Eduardo dos Santos Rodrigues Brésil                                            | 13 s 84        | Diego Lyon Chili                                                                                         | 13 s 94        |
| 400 mètres haies | Yeferson Valencia Carmona Colombie                                                                               | 52 s 59             | Jucian Rafael Alcantara Pereira Brésil                                         | 53 s 18        | Eduardo dos Santos Rodrigues Brésil                                                                      | 53 s 78        |
| 3 000 mètres steeple | Yuber Echeverri Garcia Colombie                                                                                  | 9 min 26 s 39       | Nelson Andres Blanco Pilonieta Colombie                                        | 9 min 26 s 67  | Miguel Nascimento Douglas Brésil                                                                         | 9 min 28 s 48  |
| Relais 4 × 100 mètres | Brésil Honorio Dyonatan Felix Vitor Hugo dos Santos Luis Gabriel Silva Ricardo Mário de Souza                    | 40 s 32             | Argentine Jorge Caracassis Emanuel Alessandrini Esteban Wagner Daniel Londero  | 41 s 65        | Pérou Zensey Onaja Adaniya Jhonatan Grandez Jimenez Frank Sanchez Mozanbite Jorge Luis Rodriguez Rolando | 43 s 02        |
| Relais 4 × 400 mètres | Brésil Alexander Russo Jucian Rafael Alcantara Pereira Kelvin Tharsis de Oliveira Carlos Eduardo Pereira Grachet | 3 min 13 s 86       | Argentine Jorge Caracassis Esteban Wagner Marcos Carlomagno Jeremias Rodriguez | 3 min 22 s 72  | Uruguay Miguel Favilla Sergio Bautista Gonzalo Fumont Ignacio Piquerez                                   | 3 min 25 s 38  |
| 10 km marche | Manuel Esteban Soto Ruiz Colombie                                                                                | 41 min 55 s 95      | Daniel Pintado Équateur                                                        | 42 min 02 s 20 | Paolo Cesar Yurivilca Calderon Pérou                                                                     | 42 min 25 s 48 |
| Saut en hauteur | Yohan Chaverra Córdoba Colombie                                                                                  | 2,18 m              | Fernando Carvalho Ferreira Brésil                                              | 2,15 m         | Daniel Fernando Cortez Colombie                                                                          | 2,15 m         |
| Saut à la perche | Daniel Zupeuc Chili                                                                                              | 5,00 m              | José Pacho Équateur                                                            | 4,70 m         | Matias Guerrero Chili                                                                                    | 4,20 m         |
| Saut en longueur | Lucas Marcelino dos Santos Brésil                                                                                | 7,44 m              | Juan Mosquera Panama                                                           | 7,40 m         | Pablo Rodrigues Pereira Brésil                                                                           | 7,28 m         |
| Triple saut | Alexsandro do Nascimento de Melo Brésil                                                                          | 16,24 m             | Mateus Daniel Adão de Sá Brésil                                                | 16,14 m        | Angelo Valverde Équateur                                                                                 | 14,71 m        |
| Lancer du poids | Henrique Goncalves Fernandes Nelson Brésil                                                                       | 20,93 m             | Denilson Venancio Willian Brésil                                               | 18,39 m        | Andres Lisandro Arce Argentine                                                                           | 17,44 m        |
| Lancer du disque | Mauricio Alexander Ortega Giron Colombie                                                                         | 62,78 m             | Thiago Adriano de Jesus Santos Brésil                                          | 58,57 m        | Eduardo Quintero Équateur                                                                                | 50,86 m        |
| Lancer du marteau | Joaquín Gómez Argentine                                                                                          | 70,90 m             | Hevertt Alvarez Chili                                                          | 67,09 m        | Humberto Mansilla Chili                                                                                  | 66,82 m        |
| Lancer du javelot | Santiago de la Fuente Chili                                                                                      | 62,41 m             | Larson Giovanni Diaz Martinez Paraguay                                         | 62,25 m        | Andres Valencia Castro Colombie                                                                          | 60,02 m        |
| Décathlon | Kerinde Hilário de Souza Brites da Silva Brésil                                                                  | 6 711 pts           | Lucas da Silva Catanhede Brésil                                                | 6 361 pts      | Gayell Engeso Suriname                                                                                   | 6 203 pts      |
| Records et Performances - AR : Record continental (area record) - CR : Record des championnats (championship record) - MR : Record du meeting (meet record) - NR : Record national (national record) - OR : Record olympique (olympic record) - PR : Record paralympique (paralympic record) - PB : Record personnel (personal best) - SB : Meilleure performance personnelle de la saison (season's best) - WL : Meilleure performance mondiale de l'année (world leader) - WJR : Record du monde junior (world junior record) - WR : Record du monde (world record) Circonstances et Conditions - DNF : N'a pas terminé (did not finish) - DNS : N'a pas pris le départ (did not start) - DQ : Disqualification (disqualification) - NM : Aucun essai valable enregistré (No Mark) - Q : Qualifié « directement » au prochain tour (ou à la prochaine compétition), lors d'une compétition majeure, grâce au classement ou à la réalisation des minima (automatic qualifier) - q : Qualifié au prochain tour (ou à la prochaine compétition), lors d'une compétition majeure, grâce au repêchage ou à la réalisation de l'une des meilleures performances parmi celles des « non qualifiés directement » (grâce au meilleur temps ou à la meilleure distance par exemple) (secondary qualifier) | |                     |                                                                                |                | |                |

### Femmes
| Épreuve | Or | Or             | Argent                                                                                              | Argent         | Bronze                                                                                    | Bronze         |
| --- | --- | -------------- | --------------------------------------------------------------------------------------------------- | -------------- | ----------------------------------------------------------------------------------------- | -------------- |
| 100 mètres | Ángela Tenorio Équateur                                                                               | 11 s 24        | Tamiris de Liz Brésil                                                                               | 11 s 55        | Noelia Anahi Martinez Argentine                                                           | 11 s 72        |
| 200 mètres | Ángela Tenorio Équateur                                                                               | 23 s 35        | Celene Cevallos Équateur                                                                            | 23 s 79        | Tamiris de Liz Brésil                                                                     | 23 s 85        |
| 400 mètres | Celene Cevallos Équateur                                                                              | 54 s 52        | Yaneth Alejandra Largacha Arboleda Colombie                                                         | 55 s 30        | Sarah Santos Morais Brésil                                                                | 55 s 98        |
| 800 mètres | Ana Karolyne de Campos Silva Brésil                                                                   | 2 min 13 s 69  | Maria Pia Fernandez Uruguay                                                                         | 2 min 14 s 61  | Jenifer Yadira Mendez Équateur                                                            | 2 min 16 s 07  |
| 1 500 mètres | July Ferreira da Silva Brésil                                                                         | 4 min 28 s 56  | Zulema Arenas Arenas Huacasi Pérou                                                                  | 4 min 29 s 05  | Katherine Tisalema Équateur                                                               | 4 min 49 s 36  |
| 3 000 mètres | Zulema Arenas Arenas Huacasi Pérou                                                                    | 9 min 51 s 05  | Jessica Paguay Équateur                                                                             | 10 min 05 s 12 | Lucy Basilio Perez Pérou                                                                  | 10 min 14 s 53 |
| 5 000 mètres | Jessica Paguay Équateur                                                                               | 17 min 30 s 36 | Lucy Basilio Perez Pérou                                                                            | 17 min 40 s 06 | Dina Ramos Cevedo Zaida Pérou                                                             | 17 min 44 s 95 |
| 100 mètres haies | Diana Carolina Bazalar Alava Pérou                                                                    | 13 s 67        | Inara Cortez Équateur                                                                               | 14 s 02        | Gabriela de Farias Lima Brésil                                                            | 14 s 21        |
| 400 mètres haies | Nelly Tatiana Sanchez Mancilla Colombie                                                               | 1 min 02 s 00  | Thainara Oliveira Brésil                                                                            | 1 min 02 s 03  | Bruna Maria Cestrem Brésil                                                                | 1 min 02 s 48  |
| 3 000 mètres steeple | Zulema Arenas Arenas Huacasi Pérou                                                                    | 10 min 33 s 66 | Lucy Basilio Perez Pérou                                                                            | 10 min 53 s 44 | July Ferreira da Silva Brésil                                                             | 11 min 01 s 95 |
| Relais 4 × 100 mètres | Équateur Kenya Quiñonez Celene Cevallos Inara Cortez Ángela Tenorio                                   | 45 s 53        | Brésil Tatiane dos Santos Pereira Tamiris de Liz Andressa Moreira Fidelis Camila Aparecida de Souza | 45 s 53        | Argentine Irina Rodríguez Noelina Madarieta Valeria Mariana Baron Noelia Anahi Martinez   | 46 s 64        |
| Relais 4 × 400 mètres | Brésil Tabata Vitorino de Carvalho Lorayna Targino Lima Dandadeua de Souza Brites Sarah Santos Morais | 3 min 46 s 09  | Équateur Yuliana Elizabeth Angulo Jama Yadira Mendez Jenifer Virginia Villalva Celene Cevallos      | 3 min 55 s 08  | Argentine Betiana Hernandez Noelia Anahi Martinez Noelina Madarieta Valeria Mariana Baron | 3 min 56 s 30  |
| 10 km marche | Echeverri Garcia Yuber Colombie                                                                       | 9 min 26 s 39  | Blanco Pilonieta Nelson Andres Colombie                                                             | 9 min 26 s 67  | Douglas Miguel Nascimento Brésil                                                          | 9 min 28 s 48  |
| Saut en hauteur | Ana Paula Caetano de Oliveira Brésil                                                                  | 1,79 m         | Marina Baptista Querino Brésil                                                                      | 1,77 m         | Paola Garcia Solis Anyi Colombie                                                          | 1,68 m         |
| Saut à la perche | Noelina Madarieta Argentine                                                                           | 4,05 m         | Giseth Montano Saenz Colombie                                                                       | 3,70 m         | Juliana de Menis Campos Brésil                                                            | 3,60 m         |
| Saut en longueur | Andressa Moreira Fidelis Brésil                                                                       | 6,15 m         | Aparecida Fernandes Janaina Brésil                                                                  | 5,96 m         | Nathaly Aranda Panama                                                                     | 5,90 m         |
| Triple saut | Claudine Paola Gimenes de Jesus Brésil                                                                | 13,51 m        | Gabriele Souza dos Santos Brésil                                                                    | 13,37 m        | Adriana Chila Équateur                                                                    | 12,70 m        |
| Lancer du poids | Izabela Rodrigues da Silva Brésil                                                                     | 15,05 m        | Cecilia Rodriguez Uruguay                                                                           | 14,14 m        | Micaela Aranda Rocio Argentine                                                            | 13,85 m        |
| Lancer du disque | Izabela Rodrigues da Silva Brésil                                                                     | 55,88 m        | Maia Varela Argentine                                                                               | 49,28 m        | Anne Caroline da Silva Brésil                                                             | 48,98 m        |
| Lancer du marteau | Paola Carolina Miranda Paraguay                                                                       | 53,82 m        | Elizabeth Mina Équateur                                                                             | 53,53 m        | Danna Marcel Restrepo Ramirez Colombie                                                    | 51,90 m        |
| Lancer du javelot | Maria Mello Uruguay                                                                                   | 50,27 m        | Edivania dos Santos Araujo Brésil                                                                   | 50,12 m        | Laura Melissa Paredes Meza Paraguay                                                       | 47,61 m        |
| Heptathlon | Fiorella Chiappe Madsen Argentine                                                                     | 5 452 pts      | Kimberly Kuprewicz Argentine                                                                        | 4 887 pts      | Javiera Brahn Chili                                                                       | 4 817 pts      |
| Records et Performances - AR : Record continental (area record) - CR : Record des championnats (championship record) - MR : Record du meeting (meet record) - NR : Record national (national record) - OR : Record olympique (olympic record) - PR : Record paralympique (paralympic record) - PB : Record personnel (personal best) - SB : Meilleure performance personnelle de la saison (season's best) - WL : Meilleure performance mondiale de l'année (world leader) - WJR : Record du monde junior (world junior record) - WR : Record du monde (world record) Circonstances et Conditions - DNF : N'a pas terminé (did not finish) - DNS : N'a pas pris le départ (did not start) - DQ : Disqualification (disqualification) - NM : Aucun essai valable enregistré (No Mark) - Q : Qualifié « directement » au prochain tour (ou à la prochaine compétition), lors d'une compétition majeure, grâce au classement ou à la réalisation des minima (automatic qualifier) - q : Qualifié au prochain tour (ou à la prochaine compétition), lors d'une compétition majeure, grâce au repêchage ou à la réalisation de l'une des meilleures performances parmi celles des « non qualifiés directement » (grâce au meilleur temps ou à la meilleure distance par exemple) (secondary qualifier) | |                | |                |                                                                                           |                |